# Joan Cañellas
Joan Cañellas Reixach (ur. 30 września 1986 w Santa María de Palautordera) – hiszpański piłkarz ręczny, reprezentant kraju grający na pozycji środkowego rozgrywającego. Obecnie występuje w drużynie Kadetten Schaffhausen.
W 2011 r. zdobył brązowy medal Mistrzostw Świata. Mistrz Świata 2013.
W 2014 r. zdobył brązowy medal Mistrzostw Europy rozgrywanych w Danii. Został również najlepszym strzelcem turnieju, zdobywając 50 bramek.

## Sukcesy

### reprezentacyjne
- Mistrzostwa Świata:
  -  2013
  -  2011
- Mistrzostwa Europy:
  -  2014

### klubowe
- Mistrzostwa Hiszpanii:
  -  2006, 2010
  -  2007, 2008, 2011, 2012, 2013
- Klubowe mistrzostwa świata:
  -  2010, 2012
- Liga Mistrzów:
  -  2011, 2012
  -  2010
- Superpuchar Hiszpanii:
  -  2007, 2010, 2011, 2012
- Puchar Króla:
  -  2007, 2011, 2013

## Nagrody indywidualne
- Najlepszy strzelec Mistrzostw Europy 2014 (50 )

1. ↑  Profil piłkarza. ehfcl.com. [dostęp 2012-01-05]. (ang.).